# IC 3720
IC 3720 ist eine elliptische Zwerggalaxie vom Hubble-Typ dE5 im Sternbild Jungfrau auf der Ekliptik. Sie ist schätzungsweise 75 Millionen Lichtjahre von der Milchstraße entfernt. Unter der Katalognummer VCC 2008 ist sie als Mitglied des Virgo-Galaxienhaufens aufgeführt. 

Im selben Himmelsareal befinden sich u. a. die Galaxien IC 3710, IC 3718, IC 3731, IC 3756.
Das Objekt wurde am 14. September 1900 von Arnold Schwassmann entdeckt.